# 特拉科塔 (堪薩斯州)
特拉科塔（英語：Terre Cotta）是位於美國堪薩斯州埃爾斯沃思縣的一個鬼鎮。

## 歷史
特拉科塔的郵政局於1878年設立，直到1913年結束營運。